# Gens Livia

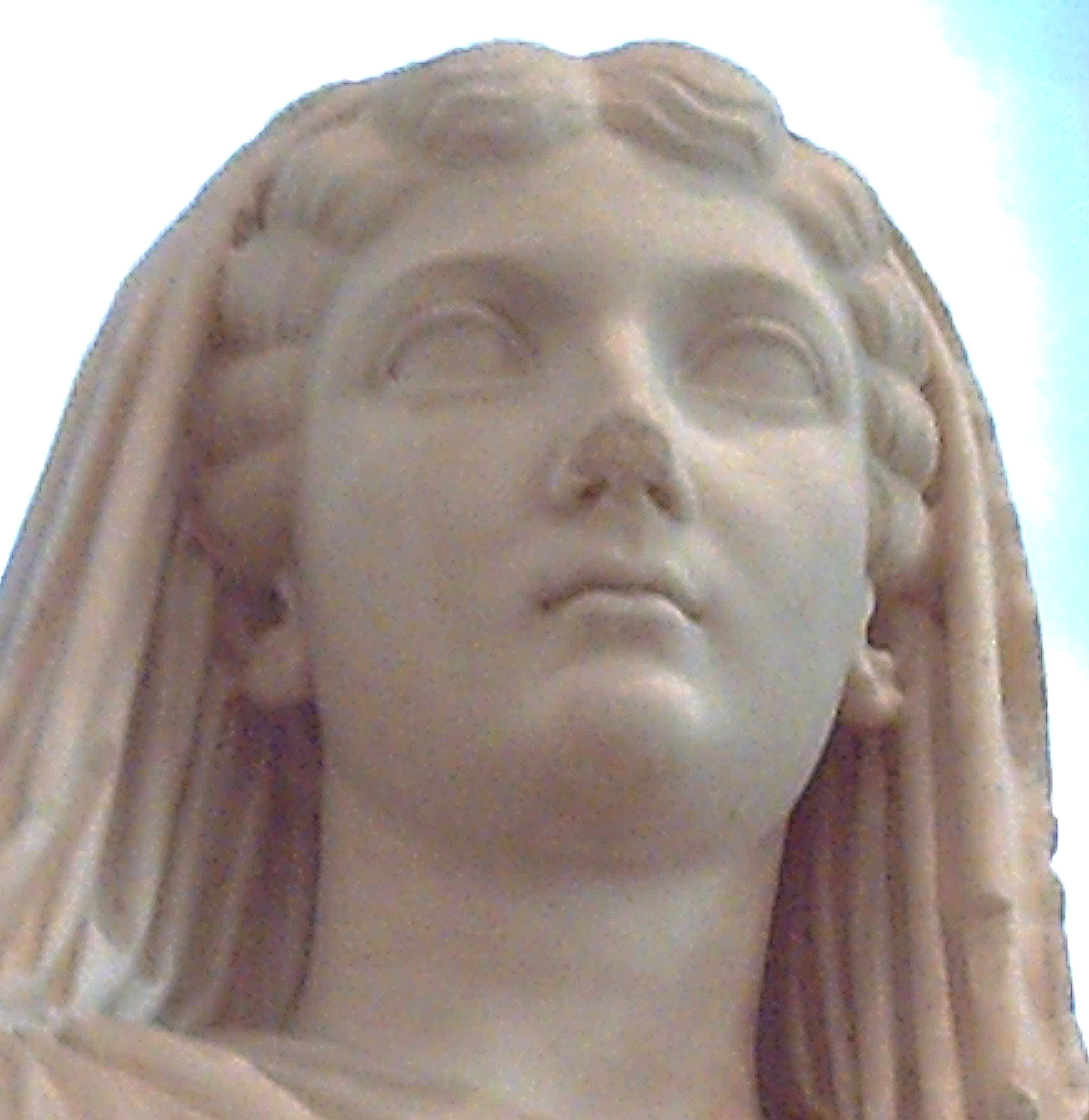
Livia Drusila, esposa del emperador Augusto, cuyo padre fue adoptado por la familia Livia procedente de los Claudios, el clan del célebre Apio Claudio.

La gens Livia ("Familia Livia") fue una de las familias de Roma. Los miembros femeninos de la familia se llamaban Livia, mientras que los varones llevaban Livio (Livius). Tanto los nombres femeninos como los masculinos podían tener uno o más agnomina. Los varones, además, tenían un praenomen.

## Etimología del apellido
Las únicas palabras que se parecen a Livio en el diccionario latino son un conjunto relacionado con "lívido": livere, "estar azul"; livor, "calidad de azul"; lividus, "azul", livesco, "que crece azul" y semejantes. De ahí que se haya propuesto que Livio y el nombre galo Livo significan "azul." Esta derivación se ha asumido tanto que los nomenclaturistas de la biología llamaron a la paloma común Columba livia con el significado supuesto de "paloma azul." La raíz podría ser indoeuropea *sli-, "azul", en la raíz *sli-wo-, con la *s- desapareciendo solo en celta y latín.
No hubo, sin embargo, un adjetivo latino, *livius, "azul." Los diccionarios actualmente, en general, le dan livor como la fuente del neo-latino livius. Más aún, lividus tiene una -d- que sobra y Livo no tiene -i-; esto es, Livius no encaja en la derivación "azul". El lingüista Julius Pokorny, por lo tanto lanza la hipótesis "aber lat. Livius vielleicht etrusk.", "pero el latín Livio es quizá etrusco". Ciertamente, no hay historias de ningún hombre legendario llamado "azul".

## Origen de la familia
Los Livio son conocidos principalmente de la época republicana. Sin embargo, deben ser mucho más antiguos, pues se dividieron en cinco ramas designadas por cinco agnomina: Denter, Druso, Libón, Macato y Salinator. Los más famosos fueron los Livio Druso, quienes alcanzaron el rango imperial. Smith dice (citando a Suetonio) que la familia era de origen plebeyo, pero obtuvo gran prominencia en la República Romana, habiendo sido honrados con "ocho consulados, dos censuras, tres triunfos, una dictadura y un Magister Equitum."

## Praenominausados por la familia
La familia prefería los praenomina de Marco, Gayo, Lucio o Tito.

## Miembros de la familia

### Agnomenausente o desconocido
- Lucio Livio, tribuno de la plebe durante la trampa de las Horcas Caudinas, 321 a. C., durante la segunda guerra samnita. Los magistrados negociaron una rendición sin un voto del pueblo y más tarde lamentaron las condiciones samnitas. Espurio Postumio Albino, general y cónsul, propuso a los magistrados rendirse a los samnitas como criminales por romper sus juramentos, aliviando al pueblo romano de cualquier responsabilidad por romper la paz, pues nunca ratificaron el tratado. Livio se opuso pero Postumio lo intimidó para que renunciara y se uniera al partido de la rendición, llamándolo un "caballero sacrosanto."[6] Como tribuno no podía rendirse. Los samnitas vieron el truco y rechazaron la rendición, insistiendo en las condiciones de la paz. En Livio, la guerra continuó.
- Marco Livio, miembro del consejo plenipotenciario enviado a Cartago tras la caída de Sagunto en 219 a. C. para preguntar si el ataque de Aníbal había sido autorizado y declarar la guerra si Aníbal no podía ser llevado ante la justicia.[7] Se casó con la hija de Pacuvio Calavio, magistrado jefe de Capua en 217 a. CC. Pacuvio fue un patricio que se había casado con una hija de Apio Claudio.[8]
- Gayo Livio de Patavio, padre de Livio.
- Tito Livio, de Patavio, quien fue a Roma en el siglo I a. C. y escribió su magna obra Ab Urbe Condita, la historia de Roma desde su fundación.
- Tito Livio Prisco, hijo de Livio.
- Tito Livio Longo, hijo de Livio.
- Livia Cuarta, hija de Livio.

### Los Livios Dentros
- Marco Livio Denter fue el primer Livio que se convirtió en cónsul, en 302 a. C. Previamente había sido uno de los pontífices escogidos de entre los plebeyos cuando el número de pontífices y augures se aumentaron para añadir plebeyos. En aquella época el consulado estaba abierto a los plebeyos.[9] Esta información identifica a los Livios como una familia plebeya.

### Los Livios Drusos
Livio Druso fue a menudo abreviado a solo Druso, especialmente si había otros agnomina presentes, pero técnicamente todos los Drusos fueron Livios. Al principio del Imperio, Livia Drusila comenzó una línea Drusa en los Claudios.
- Livio Druso, el primero de la rama, recibió el nombre por haber matado a un jefe galo, Drauso, en combate singular.[10] Livio fue propretor en la Galia. Esta Galia solo podía haber sido la Galia Cisalpina. Se dice que recuperó el oro pagado a los senones como un soborno para alejar a su ejército de Roma. Sea verdad o no esta historia, identifica a Drauso como jefe de los senones, datando a Druso del consulado de Publio Cornelio Dolabela (cónsul 283 a. C.), cuando los senones fueron derrotados y dispersados, en su mayor parte por la vacía Italia septentrional.
- Marco Livio Druso, padre adoptivo de Emiliano.
- Marco Livio Druso Emiliano, adoptado, procedía de la gens Emilia.
- Cayo Livio Druso, hijo de Emiliano, cónsul en 147 a. C.
- Marco Livio Druso (m. 109 a. C.), hijo de Gayo, tribuno en 121 a. C. con Gayo Graco, cónsul 112 a. C., censor 109 a. C., se casó con Cornelia.
- Cayo Livio Druso, hijo de Gayo, hermano de Marco.
- Marco Livio Druso (m. 91 a. C.), hijo del censor, continuó la obra legislativa de los Gracos, tío de los hijos de su hermana Livia.
- Mamerco Emilio Lépido Liviano, hijo del censor, adoptado por los Emilio Lépido, se casó con Cornelia y tuvieron descendencia, cónsul en 77 a. C., y princeps senatus.
- Livia Drusa, hija del censor, hermana del tribuno, esposa de Quinto Servilio Cepión y madre de Quinto Servilio Cepión, así como dos hijas Servilia; la esposa de Marco Porcio Catón Saloniano y madre de Catón el Joven y una hija, Porcia. La mayor parte de los niños fueron criados en la casa de su tío en el Palatino, donde permanecieron después de la muerte de su madre, de quien se divorció.
- Marco Livio Druso Claudiano (m. 42 a. C.), senador romano e hijo adoptivo del tribuno. Nacido Apio Claudio Pulcro, un miembro de la familia Claudia descendiente de Apio Claudio el Ciego, fue recibido en la familia del tribuno de niño, y fue criado junto con los sobrinos y sobrinas del tribuno por la esposa del tribuno, Servilia, hermana del primer esposo de Livia Drusa. Claudiano fue por lo tanto su apellido adoptivo. De adulto eligió el bando perdedor de la guerra de los liberadores y se suicidó después de la primera batalla de Filipos. Su hija Livia Drusila, que tuvo de su esposa Aufidia, se convirtió en la esposa de Augusto. Aparentemente el emperador no tenía rencor a los Livio, incluso tolerando el republicanismo del autor Livio, pariente lejano de Livia Drusila.
- Livia Drusila, hija de Claudiano, tercera y definitiva esposa de Octaviano.
- Marco Livio Druso Libón, edil 28 a. C., cónsul 15 a. C., el hijo de Lucio Escribonio Libón, fue adoptado por Druso Claudiano, fundando los Drusos Libones. Aparece en una moneda como M. Livi L. F. Drusus Libo,[11] "Marco Livio Druso Libón, hijo de Lucio", combinando elementos de ambas familias. Técnicamente el nombre completo de la rama que comenzó en él debería haber sido los Livios Drusos Claudianos Libones, pero su hijo fue conocido como Druso Libón. Los Drusos destacados en este punto eran una línea legal continuada por la adopción de otros clanes. Libón, el fundador de la línea, fue el hermano adoptico de Livia Drusila, la tercera esposa de Octaviano.
- Lucio Escribonio Librón Druso, hijo de Marco Livio Druso Libón, es por nombre un acertijo. Si fue un Druso debería haber sido un Livio pero los Livios habían eliminado su nombre, que había vuelto a los Escribonios, la familia natural de su padre. Puede ser relevante que fue enjuiciado por Tiberio por traición implicando nigromancia (que los romanos se tomaban muy seriamente, como demuestra el asesinato de Remo por Rómulo). Aparentemente, el emperador creyó que Libón lo estaba maldiciendo, una práctica común, pues muchos maleficios escritos se han encontrado en fuentes sagradas. Fue defendido por la hermana natural de su padre, Escribonia. Cuando se hizo evidente que sería condenado, se suicidó. Posteriormente fue condenado, desheredado y su propiedad confiscada. Fue probablemente en esta época cuando fue eliminado de entre los Livios, volviendo a ser un Escribonio. Los Julio-Claudio adoptados de los Livios; consecuentemente, parece improbable que Tiberio permitiera a Lucio permanecer entre ellos. Los Drusos Libones acabaron aquí.

### Los Livios Salinatores
No sobrevive ninguna historia referente a cómo la rama Salinator tuvo este nombre. La raíz, sal-, significa sal, un valioso elemento a menudo usado como dinero. Salinae se llamaba en general a las salinas, pero el distrito Salinae a los pies del Aventino fue probablemente el lugar donde la sal de Ostia era desembarcada y vendida. El salinator fue un comerciante de sal, pero la palabra pasó a significar un cambista o banquero (pues la sal era dinero). Los Livios Salinatores pudieron no haber recibido este nombre de esa ocupación; M. Livio Salinator, cónsul 207 a. C., estableció un precio fijo para la sal que se vendía en Salinae, que no le hizo apreciado por los salinatores. Hay por lo tanto, al menos otro Salinator antes de él. Más aún, Salinator no era exclusivo de los Livios; Lucio Opio Salinator, lo llevó, por matrimonio, adopción o asignación independiente.
- Marco Livio Salinator, recipiente o comprador de Andrónico, un griego educado, inmediatamente después de la caída de Tarento en poder de Roma en 272 a. C. y decenviro en 236 a. C.
- Lucio Livio Andrónico, originalmente atraído a la familia de Livio Salinator en 272 a. C. como tutor de sus hijos, luego fue liberado, asumió el nombre de Lucio Livio Andrónico y después de escribir poesía se convirtió en el fundador del teatro romano alrededor del año 240 a. C.
- Marco Livio Salinator, uno de los hijos de M. Livio Salinator que fue tutorado por Andrónico. Fue cónsul en 219 y 207 a. C. Condenado injustamente por apropiarse del botín durante la Segunda Guerra Ilírica de 219, marchó de luto a sus fincas hasta que fue rehabilitado y se le ordenó volver al Senado por los censores para ayudar con la emergencia de la segunda guerra púnica. Fue de valiosa ayuda como un general en la batalla del Metauro, donde ayudó a derrotar a Asdrúbal antes de que pudiera unirse a Aníbal, y la batalla de Zama.
- Gayo Livio Salinator, hijo de Marco, pretor en 191, almirante de la flota en 190, general posteriormente, cónsul en 188 a. C.

## Extensiones del nombre
La ciudad de Forlì en Emilia-Romaña, Italia, se llamó Forum Livii por Livio Salinator, el legendario fundador de la ciudad.
El nombre aún se usa en rumano como Liviu. En idiomas europeos, Livia es todavía un nombre habitual de niña.